# Explorer 17
Explorer 17, conocido como AE-A (Atmospheric Explorer A) fue un satélite artificial de la NASA dedicado a la investigación de la atmósfera. Fue lanzado el 3 de abril de 1963 mediante un cohete Thor desde Cabo Cañaveral.

## Características
Explorer 17 tenía forma de esfera de 0,95 m de diámetro y se estabilizaba mediante giro. Llevaba cuatro medidores de presión para medir la densidad de partículas neutras, dos espectrómetros de masas para medir la concentración de ciertas partículas neutras y dos sondas electrostáticas medir la temperatura y concentración de iones y electrones.
El satélite reentró en la atmósfera el 24 de noviembre de 1966.